# Mpho Koaho
Mpho Koaho (Toronto, 22 aprile 1979) è un attore canadese di origini sudafricane.

## Biografia
Mpho ha iniziato la sua carriera di attore quando Maya Angelou lo ha scelto come protagonista nel suo film del 1998 Down in the Delta. In seguito è apparso in film come The Salton Sea, Four Brothers, Get Rich or Die Tryin', Saw III e Saw VI.
Nel 2009 Mpho è stato candidato a due Premi Gemini, come attore non protagonista nella serie Soul, e per il suo ruolo di guest star nella serie Flashpoint.
Dal 2016 al 2017 ha preso parte alla serie televisiva Dirk Gently - Agenzia di investigazione olistica con il ruolo di Ken.

## Filmografia

### Attore

#### Cinema
- Down in the Delta, regia di Maya Angelou (1998)
- Both Sides of the Law, regia di Bruce Neibaur (1999)
- Snipes, regia di Rich Murray (2001)
- Fuga disperata (Partners in Action), regia di Sidney J. Furie (2002)
- Salton Sea - Incubi e menzogne (The Salton Sea), regia di D.J. Caruso (2002)
- Detention, regia di Sidney J. Furie (2003)
- Haven, regia di Frank E. Flowers (2004)
- Four Brothers - Quattro fratelli (Four Brothers), regia di John Singleton (2005)
- Get Rich or Die Tryin', regia di Jim Sheridan (2005)
- Saw III - L'enigma senza fine (Saw III), regia di Darren Lynn Bousman (2006)
- Boygirl - Questione di... sesso (It's a Boy Girl Thing), regia di Nick Hurran (2006)
- Blindness - Cecità (Blindness), regia di Fernando Meirelles (2008)
- Saw VI, regia di Kevin Greutert (2009)
- Charlie Zone, regia di Michael Melski (2011)
- Poker Night, regia di Chris John (2013)
- Black or White, regia di Mike Binder (2014)
- Night Hunter, regia di David Raymond (2018)
- Stealing School, regia di Li Dong (2019)

#### Televisione
- Piccoli brividi (Goosebumps) – serie TV, episodio 3x15 (1998)
- Deep in My Heart, regia di Anita W. Addison – film TV (1999)
- Sci-Squad – serie TV, 12 episodi (1999)
- Disneyland – serie TV, episodio 3x10 (2000)
- Soul Food – serie TV, episodio 2x14 (2001)
- Tagged: The Jonathan Wamback Story, regia di John L'Ecuyer – film TV (2002)
- Tracker – serie TV, episodi 1x08-1x22 (2002)
- Doc – serie TV, episodio 3x04 (2002)
- Deacons for Defense - Lotta per la libertà (Deacons for Defense), regia di Bill Duke – film TV (2003)
- Crown Heights, regia di Jeremy Kagan – film TV (2004)
- Tilt – serie TV, episodio 1x01 (2005)
- Kojak – serie TV, episodio 1x06 (2005)
- Doomstown, regia di Sudz Sutherland – film TV (2006)
- The Gathering – miniserie TV, 2 puntate (2007)
- ReGenesis – serie TV, episodio 4x09 (2008)
- Flashpoint – serie TV, episodio 1x08 (2008)
- Soul – serie TV, 5 episodi (2009)
- Maggie Hill, regia di Stephen Hopkins – film TV (2009)
- Rookie Blue – serie TV, episodio 1x11 (2010)
- Combat Hospital – serie TV, episodio 1x10 (2011)
- Falling Skies – serie TV, 46 episodi (2011-2015)
- Falling Skies: The Enemy Within – miniserie TV, puntata 1x4 (2014)
- Dark Matter - serie TV, episodio 2x06 (2016)
- Hell on Wheels – serie TV, episodi 5x13-5x19 (2016)
- Dirk Gently - Agenzia di investigazione olistica (Dirk Gently's Holistic Detective Agency) – serie TV, 16 episodi (2016-2017)
- The Expanse – serie TV, 5 episodi (2017)
- Diggstown –  serie TV, episodi 1x02-2x01 (2019-2020)

#### Cortometraggi
- Short Hymn, Silent War, regia di Charles Officer (2002)
- A Question, regia di Soo-Won Lee (2004)
- Canoejacked, regia di Jonathan Williams (2012)
- Here I Come, regia di Peter Simovic (2012)
- My Name Is Syn, regia di Peter Simovic (2012)
- You Say Yes, regia di Arran Shearing (2018)

### Doppiatore
- Brividi e polvere con Pelleossa (Tales from the Cryptkeeper) – serie animata, episodio 3x07 (1999)
- Toot & Puddle – serie animata, episodio 1x24 (2009)
- MetaJets – serie animata, 40 episodi (2011)
- Falling Skies: The Game – videogioco (2014)

## Doppiatori italiani
Nelle versioni in italiano delle opere in cui ha recitato, Mpho Koaho è stato doppiato da:
- Daniele Raffaeli in Falling Skies, Dirk Gently - Agenzia di investigazione olistica
- Paolo Vivio in Boygirl - Questione di... sesso
- Fabrizio Vidale in Flashpoint
- David Chevalier in Black or White
- Paolo Corridore in The Expanse